# Limenitis hypererythra
Limenitis hypererythra är en fjärilsart som beskrevs av Ruggero Verity 1950. Limenitis hypererythra ingår i släktet Limenitis och familjen praktfjärilar. Inga underarter finns listade i Catalogue of Life.